# Floribert Jurion
Pour les articles homonymes, voir Jurion.
Floribert Jurion (né à Vellereille-les-Brayeux le 8 avril 1904 et mort à Havay le 27 mai 1977) est un ingénieur agronome belge, président-directeur général de l'Institut national pour l'étude agronomique du Congo belge (INEAC) de 1949 à 1962.

## Biographie
Floribert Jurion naît en 1904 à Vellereille-les-Brayeux, dans la ferme de l'ancienne abbaye. Il effectue ses humanités au petit séminaire de Bonne-Espérance, puis étudie à l'université catholique de Louvain (UCL). À l'âge de 20 ans, il obtient son diplôme d'ingénieur agricole. Il gère l'exploitation agricole familiale durant deux ans avant de partir pour le Congo belge en compagnie du Pr Edmond Leplae. Il débarque à Mahagi en décembre 1928 et, quelques mois plus tard, prend la direction de la ferme de Nioka.
De retour en Belgique, il obtient en 1932 son diplôme d'ingénieur en agronomie tropicale à l'UCL. L'année suivante, on inaugure l'INEAC. Jurion retourne ensuite au Congo et devient chef de secteur, puis directeur général en 1937.
Après la guerre, Jurion redémarre les activités des centres et des différentes stations agronomiques du Congo. Le 23 juin 1949, Floribert Jurion est nommé président-directeur général de l'INEAC. Un centre de recherche en agronomie de l'INEAC situé à Yangambi connaît alors une activité intense et s'impose comme une référence dans son domaine dans les années 1950. Sous sa présidence, l'INEAC se développe et participe à des recherches en collaboration avec différentes universités belges dans des domaines très variés : écologie, climatologie, botanique, sylviculture ou encore zoologie. Membre fondateur de la Société belge de pédologie, Jurion en est le président en 1954-1955.
Après l'indépendance du Congo (1960), Jurion tente en vain de sauver l'INEAC. Il assure ensuite la présidence de la Fédération des ingénieurs agronomes de Belgique (FEDIA) qu'il réussit à intégrer à la FABI. Dans les années 1960 et 1970, il est chargé de nombreuses missions à l'étranger par la BIRD et le FED à Madagascar et par la FAO en Malaisie, en Thaïlande, au Laos, au Cambodge, au Vietnam et au Népal. Le PNUD l'envoie également en Éthiopie, au Gabon, à Saint-Domingue ou encore en Côte d'Ivoire. Il décède à Havay, le 27 mai 1977.

## Distinctions et reconnaissance
- Prix quinquennal de la province de Hainaut (1965).
- Visiting professor de l'université Cornell (1971).
- Directeur de la Classe des sciences naturelles et médicales de l'Académie royale des sciences d'outre-mer (1974).

## Publications
- Floribert Jurion, Résistance au climat des caféiers Arabica du type brun : Étude préliminaire : la brûlure des caféiers, Gembloux, Duculot, coll. « Publications de l'INEAC / Série scientifique » (no 6), 1936, 19 p.
- Floribert Jurion et J. Henry, L'organisation de l'agriculture dans les pays en voie de développement, Bruxelles, INEAC, 1965, 69 p.
- Floribert Jurion, « Réflexions sur l'agriculture en Union Soviétique et en Roumanie », Académie royale des sciences d'outre-mer. Bulletin des séances, no 4,‎ 1965, p. 1070-1083.
- Floribert Jurion et J. Henry, De l'agriculture itinérante à l'agriculture intensifiée, Bruxelles, INEAC, 1967, 468 p.
- (en) Floribert Jurion et J. Henry, Can primitive farming be modernised?, Bruxelles, INEAC, 1969, 455 p.
- Floribert Jurion, « Aide à l'agriculture dans les pays en voie de développement », Académie royale des sciences d'outre-mer. Bulletin des séances - Nouvelle série, vol. 15, no 4,‎ 1969, p. 538-547.
- Floribert Jurion, Milieux écologiques et spécialisation agricole, Gembloux, Faculté des sciences agronomiques de l'État, 1973, 54 p.